# Park-šuma Jankovac
Jankovac je zaštićena park-šuma na Papuku, u Hrvatskoj.

## Zemljopisni položaj
Park šuma nalazi se na području Općine Čačinci i u sklopu je Geoparka Papuk i nalazi se na 475m nadmorske visine. Na Jankovcu je izgrađena "Grofova poučna staza" koja prolazi najljepšim dijelovima Park šume. Voda iz jezera pada na slapu "Skakavac" koji je visine oko 35 m.
U sklopu park šume nalazi se i Planinarski dom Jankovac koji je otvoren čitave godine, dok se na livadi ispred doma svake godine održavaju razne priredbe. Također na livadu uz dom postoji dječje igralište. 
Područje Jankovca je dostupno planinarskim stazama iz više smjerova (Ivačka glava, Češljakovački vis, Nevoljaš, Mališćak), dok se asfaltiranom i makadamskom cestom može stići vozilima ili biciklom iz smjera gradova Čačinci, Slatina, Velika i Požega.
Zbog izuzetnih prirodnih ljepota Jankovac je 1955. godine proglašen zaštićenom Park - šumom i plaća se ulaznica od 2019. godine .
U sedrenim je stijenama potoka i kod izvora na Jankovcu otkrivena endemična vrsta puža (Graziana papukensis).

## Galerija
- Jankovac - jezero
- Jankovac - jezero
- Jankovac - jezero
- Jankovac - slap Skakavac

## Poveznice
- Park prirode Papuk
- Geopark Papuk
- Češljakovački vis
- Kožića hrast
- Grad

## Vanjske povezice
- Park Prirode Papuk  Arhivirana inačica izvorne stranice od 10. prosinca 2006. (Wayback Machine)
- [https://pp-papuk.hr/park-suma-jankovac/ Park šuma Jankovac na stranicama geoparka Papuk
- Hrvatski planinarski savez - Papuk
- Planinarski dom Jankovac  Arhivirana inačica izvorne stranice od 25. listopada 2006. (Wayback Machine)